# 周运中
周运中（1984年—），中国江苏滨海县人，曾任厦门大学历史学系助理教授。因在网络上批评中共是“匪”及表达反共、反中情绪，于2018年9月1日遭校方解聘。

## 个人
周运中2010年获得复旦大学的博士学位，后任教于厦门大学历史系，个人专著有《郑和下西洋新考》等，研究、论著颇丰。

## 言论
周运中在微博上以「东海道子」账号多次发表批评中共的言论：“某党就是发国难财才上台。”“所谓两弹元勋都是美国毕业，竟被胡说成是屌匪的功劳，中国科技比美国至少落后五千年。是思想落后、民性落后、制度落后。”

## 相似人物
- 邓相超
- 李默海
- 史杰鹏
- 尤盛东[3]。
- 许传青
- 翟桔红[2]